# Інцест
Інце́ст, кровозмішення, іноді кровосумішка (лат. incestus — нечистий, гріховний) — сексуальний зв'язок між близькими родичами. Зв'язок, як правило, включає сексуальну активність між людьми, які перебувають у кровній спорідненості (кровноспоріднених), а іноді й між людьми, пов’язаними за родоводом. Він засуджується та вважається аморальним у більшості суспільств, враховуючи те, що це може призвести до підвищеного ризику генетичних розладів у дітей у разі вагітності внаслідок інцестуального статевого акту.
Табу на інцест є одним із найпоширеніших з усіх культурних табу як у теперішньому, так і в минулому суспільствах. Більшість сучасних суспільств мають закони про інцест або соціальні обмеження на близькоспоріднені шлюби. У суспільствах, де це незаконно, інцест дорослих за згодою дехто розглядає як злочин без потерпілого. Деякі культури поширюють табу на інцест на родичів без кровної спорідненості, наприклад, молочних братів і сестер, зведених братів і сестер, прийомних братів і сестер, хоча іноді з меншою строгістю. Родичі третього ступеня (наприклад, напівтітка, напівплемінник, двоюрідний брат) у середньому мають 12,5% спільної генетичної спадщини, і сексуальні стосунки між ними сприймаються по-різному в різних культурах, від заохочення до соціально прийнятних. Діти від інцесту вважалися незаконнонародженими і вважаються такими в деяких суспільствах і сьогодні. У більшості випадків батьки не мали можливості одружитися, щоб позбутися цього статусу, оскільки інцестні шлюби були і залишаються під забороною.
Загальним обґрунтуванням заборони інцесту є уникнення інбридингу, сукупності генетичних розладів, якими страждають діти батьків, які мають близьку генетичну спорідненість. Такі діти піддаються більшому ризику вроджених вад розвитку, фізичних вад та смерті; цей ризик пропорційний коефіцієнту спорідненості їхніх батьків, мірі того, наскільки тісно батьки пов’язані генетично. При інцесті виникає ймовірність зустрічі одних і тих самих патологічних генів, і якщо при звичайних (не родинних) шлюбах імовірність народження дитини з серйозним генетичним (вродженим) дефектом чи розумовою відсталістю близька до 3-4%, то при інцесті вона зростає у 5 разів. Однак культурні антропологи відзначили, що уникнення інбридингу не може бути єдиною основою для табу на інцест, оскільки межі заборони інцесту значно відрізняються в різних культурах і не обов’язково таким чином, щоб максимізувати уникнення інбридингу.
У деяких суспільствах, наприклад у Стародавньому Єгипті, брат-сестра, батько-дочка, мати-син, двоюрідний брат-сестра, тітка-племінник, дядько-племінниця та інші поєднання стосунків у царській родині одружувалися як засіб увічнення царського роду. Однак загалом у міфології, релігії кровозмішення засуджується і розглядається як гріх, як порушення табу.
Деякі суспільства мають різні погляди на те, що є незаконним або аморальним інцестом. Наприклад, на Самоа чоловікові дозволялося одружуватися зі старшою сестрою, але не з молодшою. Однак статеві стосунки з родичем першого ступеня (тобто з батьком, братом, сестрою чи дитиною) майже повсюдно заборонені.

## Термінологія

Число біля кожного поля вказує на ступінь спорідненості з даною людиною.

Слово інцест походить від латинського incestus, що має загальне значення «нечистий, нецнотливий». Воно використовувалося як у загальному латинському значенні (зберігалося протягом середньоанглійського періоду), так і у вузькому сучасному значенні. Похідний прикметник кровозмішний з’являється в XVI ст. До появи латинського терміна інцест був відомий у давньоанглійській мові як sib-leger (від sibb «спорідненість» + leger «брехати») або mǣġhǣmed (від mǣġ «рідний, батько» + hǣmed «статевий акт»), але з часом, обидва слова вийшли з ужитку. Такі терміни, як інцестер та інцестуальний використовувалися для опису тих, хто зацікавлений або залучений до сексуальних стосунків із родичами серед людей, тоді як інбридер використовувався щодо подібної поведінки серед нелюдських організмів.

## Історія

### Античність
У Стародавньому Китаї двоюрідним братам і сестрам з однаковими прізвищами (тобто тим, хто народився від братів батька) не дозволялося одружуватися, тоді як тим, хто мав різні прізвища, можна було одружуватися (тобто двоюрідні брати і сестри по матері та по батькові, народжені сестрами батька).
У Персії Ахеменідів шлюби між членами сім’ї, такими як зведені брати і сестри, племінниці та двоюрідні сестри, укладалися, але не вважалися інцестуальними. Однак грецькі джерела стверджують, що шлюби між братом і сестрою і батьком і дочкою нібито мали місце в королівській родині, але залишається проблематичним визначити достовірність цих розповідей. За Геродотом, шах Камбіс II нібито одружився з двома своїми сестрами, Атоссою та Роксаною. Це було б визнано незаконним. Однак Геродот також стверджує, що Камбіз одружився з донькою Отана Федімою, тоді як його сучасник Ктесій називає Роксану дружиною Камбіса, але вона не згадується як його сестра. Звинувачення проти Камбіса в скоєнні кровозмішення згадуються як частина його «богохульних дій», які були покликані проілюструвати його «божевілля і марнославство». Усі ці повідомлення походять з одного єгипетського джерела, яке було вороже налаштованим щодо Камбіса, і деякі з цих тверджень про «злочини», такі як убивство бика Апіса, підтверджено як хибні, а це означає, що повідомлення про нібито інцест Камбіса є сумнівним.

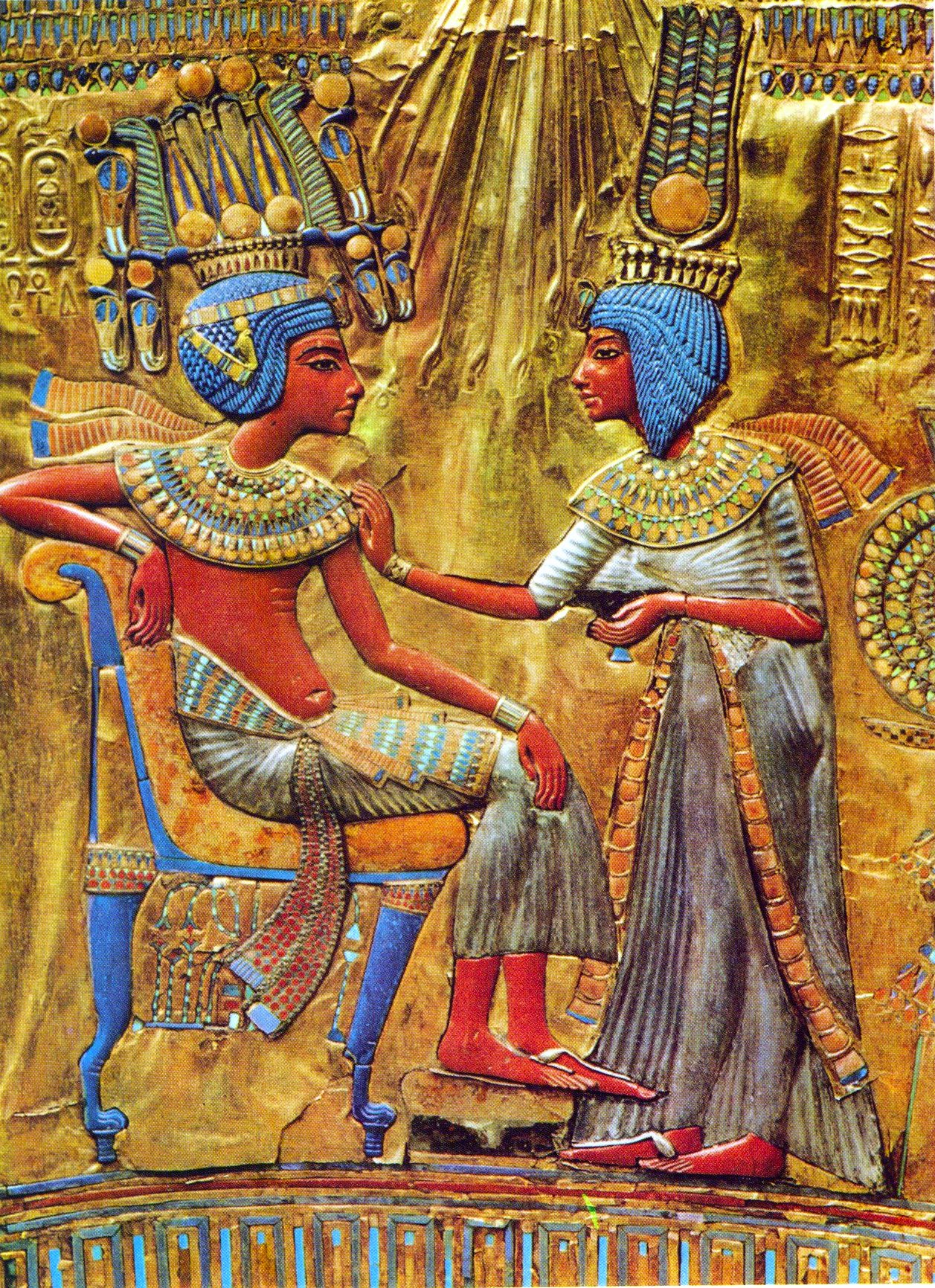
Єгипетський цар Тутанхамон одружився зі своєю зведеною сестрою Анхесенамон.

Кілька єгипетських царів одружилися на своїх сестрах і народили з ними кількох дітей, щоб продовжити королівський родовід. Наприклад, Тутанхамон одружився зі своєю зведеною сестрою Анхесенамон і сам був дитиною інцестуального союзу Ехнатона з невідомою сестрою-дружиною. Кілька вчених, наприклад Фрієр та ін., стверджують, що шлюби між братами та сестрами були значно поширені серед усіх класів Єгипту в греко-римський період. Численні папіруси та декларації римського перепису засвідчують, що багато чоловіків і дружин були братами і сестрами, одного батька і матері. Однак також було стверджено, що наявні докази не підтверджують думку про те, що такі стосунки були звичайними.
Найвідоміші з цих стосунків були в королівській родині Птолемеїв; Клеопатра VII була одружена з двома своїми молодшими братами, Птолемеєм XIII і Птолемеєм XIV, тоді як її мати і батько, Клеопатра V і Птолемей XII, також були братом і сестрою. Арсіноя II та її молодший брат Птолемей II Філадельф були першими в сім'ї, хто брав участь у повноправному шлюбі, що є відхиленням від звичаю. Союз повнорідних братів і сестер був протизаконним у грецькій і македонській традиціях і заборонений законами принаймні деяких міст.
Вся антична міфологія просякнута інцестуальним мотивом і Едіповим комплексом.
Гемера (денне світло) і Ефір (верхній шар повітря, гірський вітер), будучи братом і сестрою, породили на світ Урана (небо), Гею (землю), Тартара (безодню) і Талассу (море), тобто старших богів першого покоління. З самого початку все живе походить від інцестуального зв'язку брата і сестри. Пізніше, Гея з Ураном породжує гкатонхейрів, циклопів, титанів. Варто виділити останніх, а саме молодшого сина — Кроноса (спочатку землеробство, пізніше час). Тут і відбувається перше батьковбивство, в якому, до речі, також цікавий факт про взаємодію смерті і життя, страху і краси. З крові й сімені вбитого Урана, які впали у море, виходить Афродіта (краса). Кронос теж не йде від традиції і одружується зі своєю сестрою-титанідою Реєю. Зі страху впасти від рук власних дітей і навчений власним досвідом з батьком він ковтає своїх дітей (Геру, Посейдона, Аїда, Гестію і Деметру) — усіх, крім Зевса. Мати хитрістю залишає його живим. Наслідки: кастрація батька, десятирічна війна і прихід богів-олімпійців. І знову, верховний бог бере в дружини свою сестру.
Байка «Едіп» з темою ненавмисного інцесту між матір’ю та сином закінчується катастрофою та показує давні табу проти інцесту, оскільки Едіп засліплює себе від огиди та сорому після своїх інцестуальних дій. У «продовженні» Едіпа, «Антігоні», четверо його дітей також покарані за кровозмішення своїх батьків. Інцест з'являється в загальноприйнятій версії народження Адоніса, коли його мати Мірра займається сексом зі своїм батьком Кініром під час свята під виглядом повії.
У Стародавній Греції спартанський цар Леонід I, герой легендарної битви при Фермопілах, був одружений зі своєю племінницею Горго, дочкою свого зведеного брата Клеомена I. Грецький закон дозволяв шлюб між братом і сестрою, якщо вони мали різних матерів: наприклад, деякі звіти говорять, що Ельпініка деякий час була одружена зі своїм зведеним братом Кімоном.
Інцест згадується й засуджується в книзі VI Енеїди Вергілія: hic thalamum invasit natae vetitosque hymenaeos  «Цей вторгся в кімнату доньки і здійснив заборонений статевий акт».

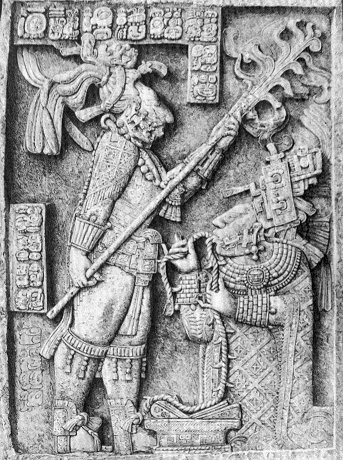
Король майя Шилд Ягуар II зі своєю тіткою-дружиною, леді Ксок, 709 рік нашої ери

Римське цивільне право забороняло шлюби в межах чотирьох ступенів споріднення але не мало ступенів споріднення щодо шлюбу. Римські цивільні закони забороняли будь-які шлюби між батьками та дітьми, як у висхідній, так і в низхідній лінії ad infinitum. Усиновлення вважалося таким же, як спорідненість, оскільки прийомний батько не міг одружитися з неемансипованою донькою чи онукою, навіть якщо усиновлення було розірвано.  У Стародавньому Римі інцестуозні союзи не заохочувалися і вважалися nefas (такими, що йдуть проти законів богів і людей). 295 року нашої ери інцест був прямо заборонений імператорським едиктом, який поділив поняття інцесту на дві категорії нерівної тяжкості: incestus iuris gentium, який застосовувався як до римлян, так і до неримлян в Імперії, та incestus iuris civilis, які стосувалися лише римських громадян. Тому, наприклад, єгиптянин міг одружитися на тітці, а римлянин – ні. Незважаючи на те, що інцест був неприйнятним у Римській імперії, римський імператор Калігула, за чутками, мав сексуальні стосунки з усіма трьома своїми сестрами (Юлією Лівіллою, Друзіллою та Агріппіною Молодшою). Імператор Клавдій, стративши свою попередню дружину, одружився з дочкою свого брата, Агріппіною Молодшою, і змінив закон, щоб дозволити незаконний шлюб. Закон, що забороняє одружуватися з дочкою сестри, залишився. Табу на інцест у Стародавньому Римі демонструє той факт, що політики використовували звинувачення в інцесті (часто фальшиві звинувачення) як образи та засіб політичного позбавлення прав.
У скандинавській міфології є теми шлюбу між братом  –  сестрою, яскравим прикладом є шлюб між Ньордром та його неназваною сестрою (можливо, Нертус), батьками Фрейї та Фрейра. Локі, у свою чергу, також звинувачує Фрейю та Фрейра у сексуальних стосунках.

### Біблія
Відповідно до біблійного вчення, можна припустити, що перший інцест на Землі скоєно дітьми Адама і Єви. Їх кровозмісний союз був вимушеним і визнаний церквою священним, не злочинним.

Найдавніша біблійна згадка про можливе інцест стосується Каїна. Було зазначено, що він знав свою дружину, і вона завагітніла й народила Еноха. Буквальне прочитання цього уривка вказує на те, що в цей період не було іншої жінки, крім Єви, або була неназвана сестра, і в цьому випадку Каїн мав інцестуальні стосунки зі своєю матір’ю чи сестрою. За Книгою Ювілеїв, Каїн одружився зі своєю сестрою Аван. Пізніше, у книзі Буття 20 єврейської Біблії, патріарх Авраам одружився зі своєю зведеною сестрою Сарою. Інші посилання включають уривок у 2 Самуїла 13, де Амнон, син царя Давида, ґвалтує свою зведену сестру Тамар. За словами Майкла Д. Кугана, для Амнона було б цілком нормально одружитися з нею, оскільки Біблія непослідовна щодо заборони інцесту.

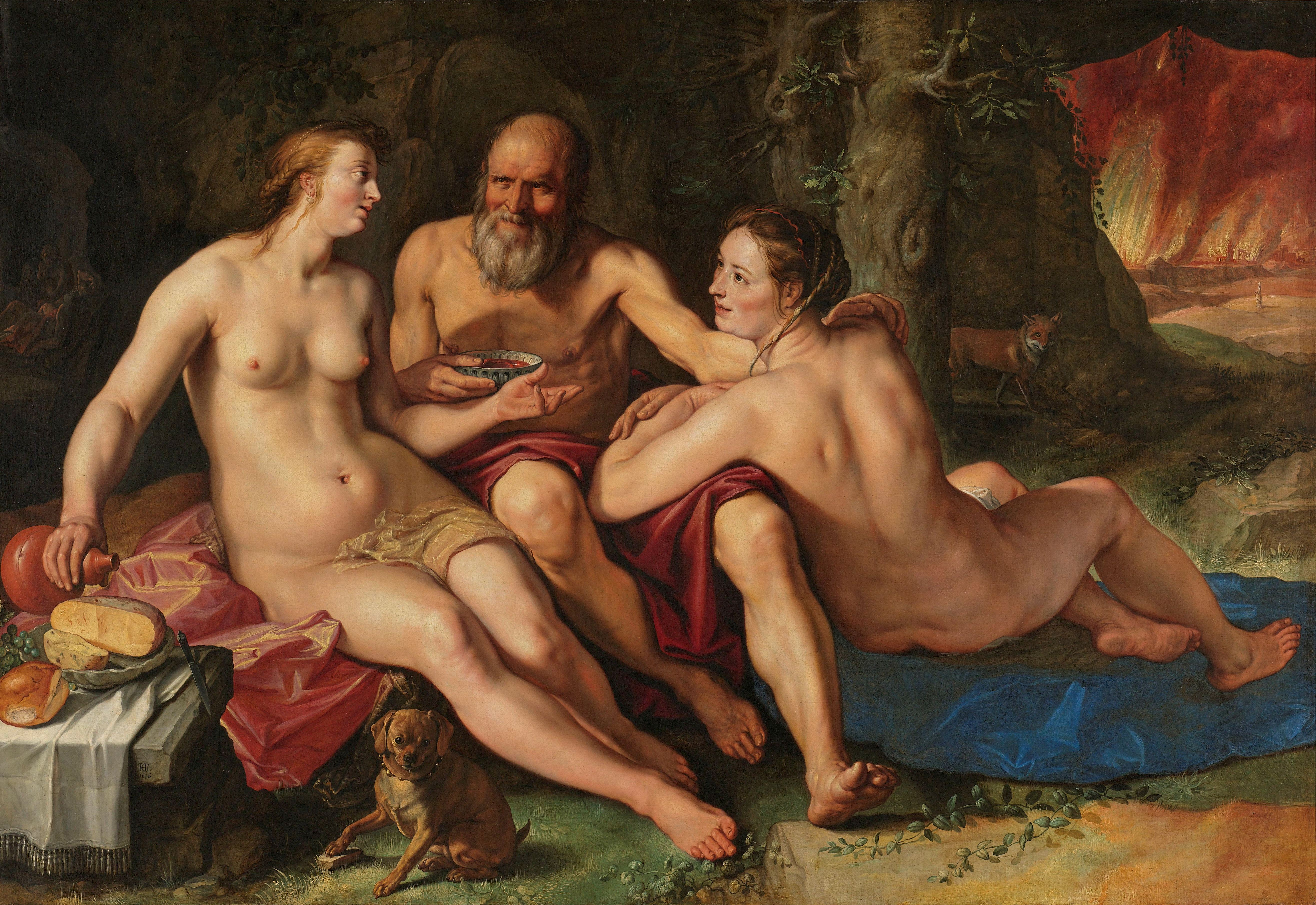
«Лот з дочками», картина Х. Хольціуса

Незасуджуваний інцест стався після винищення Богом грішного міста Содома. Врятувалися Лот і його дві дочки, які думали, що їх батько вже старий і ніхто з ними вже не одружиться. Для відновлення роду, напоївши батька вином, дочки вступили з ним у кровозмісний зв'язок. Відповідно до Біблії, їх нащадки були винищені з лиця Землі.
Мойсей також народився від кровозмішного шлюбу. Вихід 6 детально описує, як його батько, Амрам, був племінником його матері, Йохавед. В одній розповіді зазначалося, що інцестуальні стосунки не зазнали долі бездітності, яка була покаранням для таких пар у левітському законі. Проте в ньому говорилося, що інцест наражав Мойсея «на небезпеку диких звірів, погоди, води тощо».
У біблійних книгах «Левіт» і «Повторення Закону», де встановлені точні і докладні правила сексуальної поведінки, заборона на інцест не виділяється особливо серед заборон на позашлюбні та гомосексуальні зв'язки — і те, і інше, і третє карається стратою.

### Середньовіччя та модерна доба
Важливо відзначити, що випадки інцесту зустрічалися значно частіше серед аристократів, ніж серед селян. Пояснення цьому просте: багаті або люди високого походження прагнули зберегти своє становище і тому укладали шлюби в своїх колах.
Багато європейських монархів були спорідненими через політичні шлюби, наприклад, багато таких шлюбів укладалися між двоюрідними братами та сестрами певного ступеня, дядьками та племінницями тощо, а іноді і двоюрідними братами та сестрами. Особливо це стосувалося королівських родів Габсбургів, Гогенцоллернів, Савойців та Бурбонів. Проте стосунки між братами та сестрами, які, можливо, терпимо ставилися в інших культурах, вважалися огидними. Наприклад, помилкове звинувачення в тому, що Анна Болейн і її брат Джордж Болейн вчинили інцест, було однією з причин страти обох у травні 1536 року. Історики сходяться на думці, що фальшиве звинувачення проти Анни Болейн і Джорджа Болейна було сфабриковано, щоб гарантувати, що король зможе одружитися з Джейн Сеймур. Секти, які вважалися єретичними, такі як вальденси, звинувачували в інцесті.
Інцестуозні шлюби також були помічені в королівських домах стародавньої Японії та Кореї, Перу інків, Стародавніх Гаваїв і, часом, Центральної Африки, Мексики та Таїланду. Як і царі стародавнього Єгипту, правителі інків одружувалися на своїх сестрах. Вайна Капак, наприклад, був сином Топа Інка Юпанкі, а також сестри і дружини Інки.
Шлюби зведених братів і сестер зустрічалися в стародавній Японії, наприклад, шлюб імператора Бідацу та його зведеної сестри імператриці Суйко. Японський принц Кінаші но Кару мав сексуальні стосунки зі своєю рідною сестрою принцесою Кару но Ойрацуме, хоча вчинок був розцінений як нерозумний. У Х столітті щоб запобігти впливу інших сімей, монарх корейської династії Горьо Кванджон одружився зі своєю зведеною сестрою Даемок. Шлюб із членом сім’ї, не пов’язаним кровною спорідненістю, також вважався порушенням моралі, а отже, інцестом. Одним із прикладів цього є Чунхе з Горьо XIV століття, який зґвалтував одну з наложниць свого померлого батька, яка, таким чином, вважалася його матір’ю.
В Індії найбільша частка жінок віком від 13 до 49 років, які вступають у шлюб зі своїми близькими родичами, припадає на Тамілнад, потім Андгра-Прадеш, Карнатака та Махараштра. Хоча це рідкість для шлюбів між дядько  –  племінницею, це більш поширене явище в Андхра-Прадеш і Тамілнаду.
У деяких культурах Південно-Східної Азії історії про інцест, поширені серед певних етнічних груп, іноді розповідають як вияв зневаги до цих етнічних груп.
Шлюби між молодшими братами та їхніми старшими сестрами були поширеними серед ранніх удегейців.

## Поширеність і статистика
| 50 % і більше | 000 | 20–29 % | 000 | 01 – 04 % |

2014: Частка шлюбів між кровними родичами по всьому світу (2-й двоюрідний брат або ближче; див. коефіцієнти інбридингу):

Інцест між дорослою та особою, яка не досягла повноліття, вважається формою сексуального насильства над дитиною, яке було доведено як одна з найбільш екстремальних форм насильства в дитинстві. Це часто призводить до серйозної та тривалої психологічної травми, особливо у випадку інцесту батьків. Його поширеність важко узагальнити, але дослідження показали, що 10–15% населення в цілому мали принаймні один такий статевий контакт, причому менше 2% включали статевий акт або спробу статевого акту. Серед жінок, за оцінками досліджень, цей показник сягає 20%.
Протягом багатьох років інцест між батьком – дочкою був найбільш поширеною формою інцесту.
Рідко повідомляють про інцест матері  –  сина. За Катанцаріте (1980), між 1965 і 1980 роками було задокументовано лише кілька таких випадків. Катанцаріт пояснює це упередженістю відбору та відсутністю фізичних доказів у таких випадках. За Етерінгтоном (1997), одна з причин недостатнього повідомлення про такі випадки полягає в тому, що чоловікам часто важко визначити поведінку матері як насильство. У клінічному дослідженні Олсона (1990) 30 чоловіків були жертвами інцесту. Мати була злочиницею у 61.5 % випадків. У клінічному дослідженні Келлі та колег (2002), серед 67 чоловіків, які зазнали сексуального насильства, у 17 випадках злочиницями були їхні матері.
Нещодавні дослідження показали, що найпоширенішою формою інцесту є інцест між братами і сестрами, особливо коли старші брати вступають у сексуальні стосунки з молодшими сестрами, причому деякі дослідження виявили, що інцест між братами і сестрами трапляється частіше, ніж інші форми інцесту. Деякі дослідження свідчать, що підлітки, які вчиняють насильство над братами та сестрами, обирають молодших жертв, знущаються над жертвами протягом більш тривалого періоду, застосовують насильство частіше і жорстокіше, ніж дорослі кривдники, і що насильство над братами та сестрами має вищий рівень пенетрантних дій, ніж інцест з батьком або вітчимом, причому інцест з батьком та старшим братом призводить до більшого страждання, ніж інцест з вітчимом. Південна Африка, Саудівська Аравія, Судан, Пакистан і Нігерія є одними з країн з найбільшою кількістю інцесту через кровноспоріднені шлюби.

## Типи

### Між дорослими і дітьми

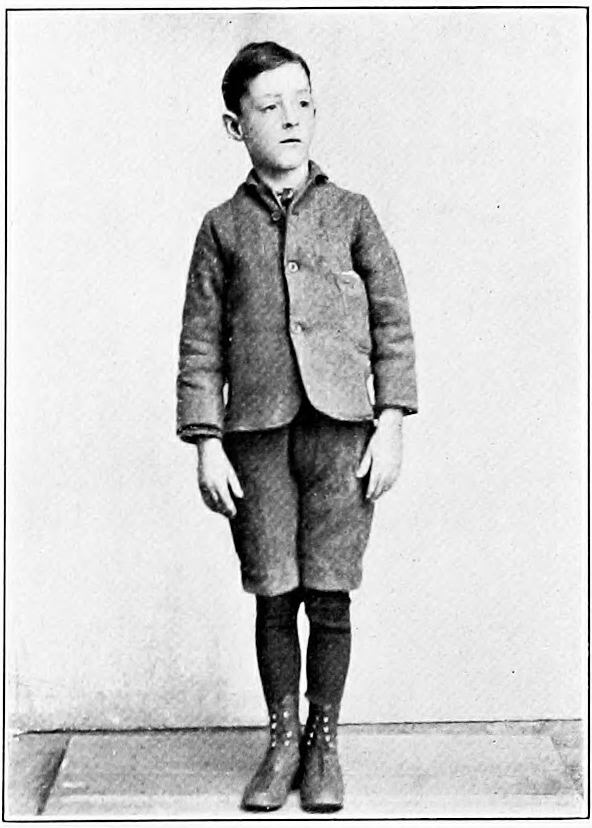
Син доньки і батька

Секс між дорослим членом сім'ї та дитиною зазвичай вважається формою сексуального насильства над дитиною, також відомого як інцестуозне насильство над дитиною, і протягом багатьох років це форма інцесту, про яку повідомлялося найчастіше. Секс між батьком і дочкою та вітчимом з падчеркою є найпоширенішими формами кровозмішення між дорослим і дитиною, причому більшість з них пов’язані з матір’ю чи мачухою. Багато досліджень виявили, що вітчими, як правило, набагато частіше, ніж біологічні батьки, беруть участь у цій формі інцесту. Одне дослідження дорослих жінок у Сан-Франциско показало, що 17% жінок зазнали жорстокого поводження з боку вітчима, а 2% – з боку біологічних батьків. Рідше повідомляється про інцест між батьком і сином, але невідомо, наскільки ця частота близька до гетеросексуального інцесту, оскільки про нього, ймовірно, менше повідомляють. Поширеність інцесту між батьками та їхніми дітьми важко оцінити через таємницю та конфіденційність.
У новинах 1999 року Бі-Бі-Сі повідомило: «Згуртоване сімейне життя в Індії приховує тривожну кількість сексуального насильства над дітьми та дівчатами-підлітками з боку членів сім’ї, як свідчить новий звіт. Делійська організація RAHI заявила, що 76% респонденток її опитування зазнали насильства, коли були дітьми  40% членів сім’ї».

За даними Національного центру для жертв злочинів, велика частка зґвалтувань, скоєних у Сполучених Штатах, скоєна членом сім’ї:
Дослідження показують, що 46% зґвалтованих дітей стають жертвами членів сім'ї (Langan and Harlow, 1994). Більшість американських жертв зґвалтувань (61%) були зґвалтовані у віці до 18 років; крім того, 29% всіх зґвалтувань сталися, коли жертві було менше 11 років. 11% жертв зґвалтувань були зґвалтовані своїми батьками або вітчимами, а ще 16% - іншими родичами.
Дослідження жертв інцесту між батьком і донькою в 1970-х роках показало, що в сім'ях існували «спільні риси» до виникнення інцесту: відчуження між матір'ю і донькою, надмірне домінування батька і перекладання частини традиційної головної сімейної відповідальності матері на доньку. Найстарші та єдині доньки частіше ставали жертвами інцесту. Також було зазначено, що досвід інцесту є психологічно шкідливим для жінки в подальшому житті, часто призводить до низької самооцінки, дуже нездорової сексуальної активності, презирства до інших жінок та інших емоційних проблем.
Дорослі, які в дитинстві зазнавали інцесту з боку дорослих, часто страждають від низької самооцінки, труднощів у міжособистісних стосунках і сексуальної дисфункції, а також мають надзвичайно високий ризик багатьох психічних розладів, включаючи депресію, тривожні розлади, фобічні реакції уникнення, соматоформні розлади, зловживання психоактивними речовинами, прикордонний розлад особистості та комплексний посттравматичний стресовий розлад.
Клан Ґолер у Новій Шотландії є особливим прикладом сексуального насильства над дітьми у формі примусового інцесту між дорослими  –  дитиною та братом  –  братом і сестрою – щонайменше протягом трьох поколінь. Деякі діти Голерів стали жертвами сексуального насильства з боку батьків, матерів, дядьків, тіток, сестер, братів, двоюрідних братів і сестер, а також один одного. Під час допиту в поліції кілька дорослих відкрито зізналися, що неодноразово вступали з дітьми в різні форми сексуальної активності, аж до повноцінного статевого акту. Шістнадцятьом дорослим (як чоловікам, так і жінкам) були пред'явлені сотні звинувачень в інцесті та сексуальному насильстві над дітьми у віці від п'яти років. У липні 2012 року дванадцять дітей було вилучено з родини «Кольт» (псевдонім) у Новому Південному Уельсі, Австралія, після виявлення інцесту чотирьох поколінь. Співробітники з питань захисту дітей і психологи заявили, що інтерв'ю з дітьми свідчать про «фактичну сексуальну свободу для всіх».
В Японії існує поширена помилкова думка, що інцестуальний контакт між матір’ю та сином є поширеним явищем через те, як його зображують у пресі та популярних медіа. За словами Гідео Токуока, «коли американці думають про інцест, вони думають про батьків і дочок; в Японії думають про матерів і синів» через широке висвітлення інцесту матері та сина в медіа. Деякі західні дослідники припустили, що інцест мати-син є поширеним японцем, але дослідження статистики віктимізації від поліції та системи охорони здоров’я дискредитують це; це показує, що переважна більшість випадків сексуального насильства в Японії, включаючи інцест, вчиняється чоловіками проти молодих дівчат.
Хоча інцест між дорослими та дітьми, як правило, пов’язаний із дорослим як винуватцем жорстокого поводження, існують рідкісні випадки сексуального насильства синів над своїми матерями. Ці сини, як правило, від середнього підліткового до молодого дорослого віку, і, на відміну від інцесту, ініційованого батьками, інциденти включають певну фізичну силу. Хоча матерів можна звинуватити в тому, що вони зваблювали своїх синів і запрошували до сексуального контакту, це суперечить доказам. Такі звинувачення можуть бути аналогічними іншим формам зґвалтування, коли через звинувачення жертви жінку звинувачують у винуватості зґвалтування. У деяких випадках інцест мати-син найкраще класифікувати як зґвалтування матері знайомим сином-підлітком.

### Між дітьми
Вважається , що інцест між братом і сестрою в дитинстві широко поширений, але про нього рідко повідомляють. Інцест між братом і сестрою стає сексуальним насильством між дитиною, якщо він відбувається без згоди, без рівності або в результаті примусу. Вважається, що в такому вигляді це найпоширеніша форма насильства в сім’ї. Найпоширенішою формою насильницького інцесту між братом і сестрою є жорстоке поводження з молодшим братом або сестрою з боку старшого. Дослідження 2006 року показало, що значна частина дорослих, які зазнали жорстокого поводження з братом і сестрою, мають «спотворені» або «порушені» переконання (наприклад, що вчинок був «нормальним») як щодо власного досвіду, так і щодо теми сексуального насильства загалом.
Жорстокий інцест щодо братів і сестер найбільш поширений у сім’ях, де один або обидва батьки часто відсутні або емоційно недоступні, коли жорстокі брати і сестри використовують інцест як спосіб відстоювати свою владу над слабшим братом або сестрою. Відсутність батька, зокрема, виявилася важливим елементом більшості випадків сексуального насильства над дітьми жіночої статі з боку брата. Шкідливий вплив сексуального насильства між братом і сестрою як на дитячий розвиток, так і на симптоми у дорослих, подібний до впливу батька-дочки, включаючи зловживання психоактивними речовинами, депресію, суїцидальність і розлади харчування.

### Між дорослими
Прихильники інцесту між дорослими за згодою проводять чіткі межі між поведінкою дорослих за згодою, з одного боку, та зґвалтуванням, розбещенням дітей та образливим інцестом, з іншого. Однак навіть такі стосунки за згодою юридично класифікуються як інцест і криміналізуються в багатьох юрисдикціях (хоча є певні винятки). Джеймс Роффі, старший викладач кримінології в Університеті Монаш і колишній співробітник юридичної реагування на сексуальні акти в сім’ї в Англії, Вельсі та Шотландії обговорював, як Європейська конвенція з прав людини вважає всі статеві акти в сім’ї злочинними, навіть якщо усі сторони дають повну згоду та знають про всі можливі наслідки. Він також стверджує, що використання певних мовних засобів у законодавстві маніпулює читачем, щоб вважати всі сімейні сексуальні дії аморальними та злочинними, навіть якщо всі сторони є дорослими за згодою.

У Slate Вільям Салетан встановив юридичний зв’язок між одностатевим сексом та інцестом між дорослими за згодою. Як він описав у своїй статті, у 2003 році сенатор США Рік Санторум прокоментував незавершену справу Верховного суду США, яка стосується законів про содомію (передусім як питання конституційних прав на приватне життя та рівний захист згідно із законом):
«Якщо Верховний Суд каже, що ви маєте право на секс за згодою у себе вдома, то ви маєте право на двоєженство, ви маєте право на полігамію, ви маєте право на інцест, ви маєте право на перелюбство».
Салетан стверджував, що з юридичної та моральної точки зору між цими двома по суті немає ніякої різниці, і продовжував підтримувати інцест між дорослими за згодою, на яких поширюється законне право на приватність. Професор права UCLA Євген Волох навів подібні аргументи. У нещодавній статті Салетан заявив, що інцест є неправильним, тому що він створює можливість непоправної шкоди для сім'ї, вносячи «сумнозвісну запальну динаміку - сексуальну напругу - в суміш».

#### Тітки, дядьки, племінники чи племінниці
У Нідерландах одруження з племінником чи племінницею є законним, але лише з чіткого дозволу голландського уряду через можливий ризик генетичних дефектів у нащадків. Шлюби між племінниками та племінницями переважно відбуваються серед іноземних іммігрантів. У листопаді 2008 року Науковий інститут Християнсько-демократичної партії (CDA) оголосив, що хоче заборонити шлюби з племінниками та племінницями.
Секс за згодою між особами віком від 16 років завжди є законним у Нідерландах і Бельгії, навіть між близькими родичами. Статеві акти між дорослим членом сім’ї та неповнолітнім є незаконними, хоча вони класифікуються не як інцест, а як зловживання владою, яку такий дорослий має над неповнолітньою, порівнянну з владою вчителя, тренера чи священика.
У Флориді статеві зносини дорослих за згодою з тіткою, дядьком, племінником чи племінником є злочином третього ступеня. Інші штати також зазвичай забороняють шлюби між такими родичами. Законність сексу з напівтіткою або напівдядьком залежить від штату.
У Сполученому Королівстві інцест включає лише статеві зносини з батьком, бабусею, дідусем, дитиною або братом або сестрою але нещодавно введений злочин «секс з дорослим родичем» поширюється на зведених братів і сестер, дядьків, тіток, племінників та племінниць. Однак термін «інцест» залишається широко вживаним у популярній культурі для опису будь-якої форми сексуальної активності з родичем.
У Канаді законним є шлюб між дядьками та племінницями, а також між тітками та племінниками.

#### Між дорослими братами і сестрами
Одним із найбільш публічних випадків інцесту дорослих братів і сестер у 2000-х роках є випадок Патріка Стюбінга та Сьюзен Каролевскі, подружжя брата і сестри з Німеччини. Через насильницьку поведінку з боку батька Патріка у віці 3 років взяли на виховання прийомні батьки, які пізніше його усиновили. У 23 роки він дізнався про своїх біологічних батьків, зв’язався зі своєю матір’ю та вперше зустрів її та свою на той час 16-річну сестру Сьюзен. Невдовзі дорослий Патрік переїхав до рідної родини. Після того, як їхня мати раптово померла через шість місяців, брати і сестри стали близько близькими і 2001 року народили свою першу спільну дитину. До 2004 року у них було четверо дітей: Ерік, Сара, Ненсі та Софія. Публічний характер їхніх стосунків, неодноразові судові переслідування та тюремні терміни, які вони відбули в результаті, змусили декого в Німеччині засумніватися, чи слід взагалі карати інцест між дорослими за згодою. У статті про них у Der Spiegel йдеться, що пара разом щаслива. За матеріалами суду, перші троє дітей мають розумові та фізичні вади, їх передали на виховання. У квітні 2012 року в Європейському суді з прав людини Патрік Штюбінг програв справу про те, що засудження порушило його право на приватне та сімейне життя. 24 вересня 2014 року Німецька рада з етики рекомендувала уряду скасувати закони, що криміналізують інцест між братами і сестрами, аргументуючи це тим, що такі заборони порушують права громадян.
У деяких суспільствах розрізняються повнорідні та зведені брати та сестри.

#### Стосунки між двоюрідними

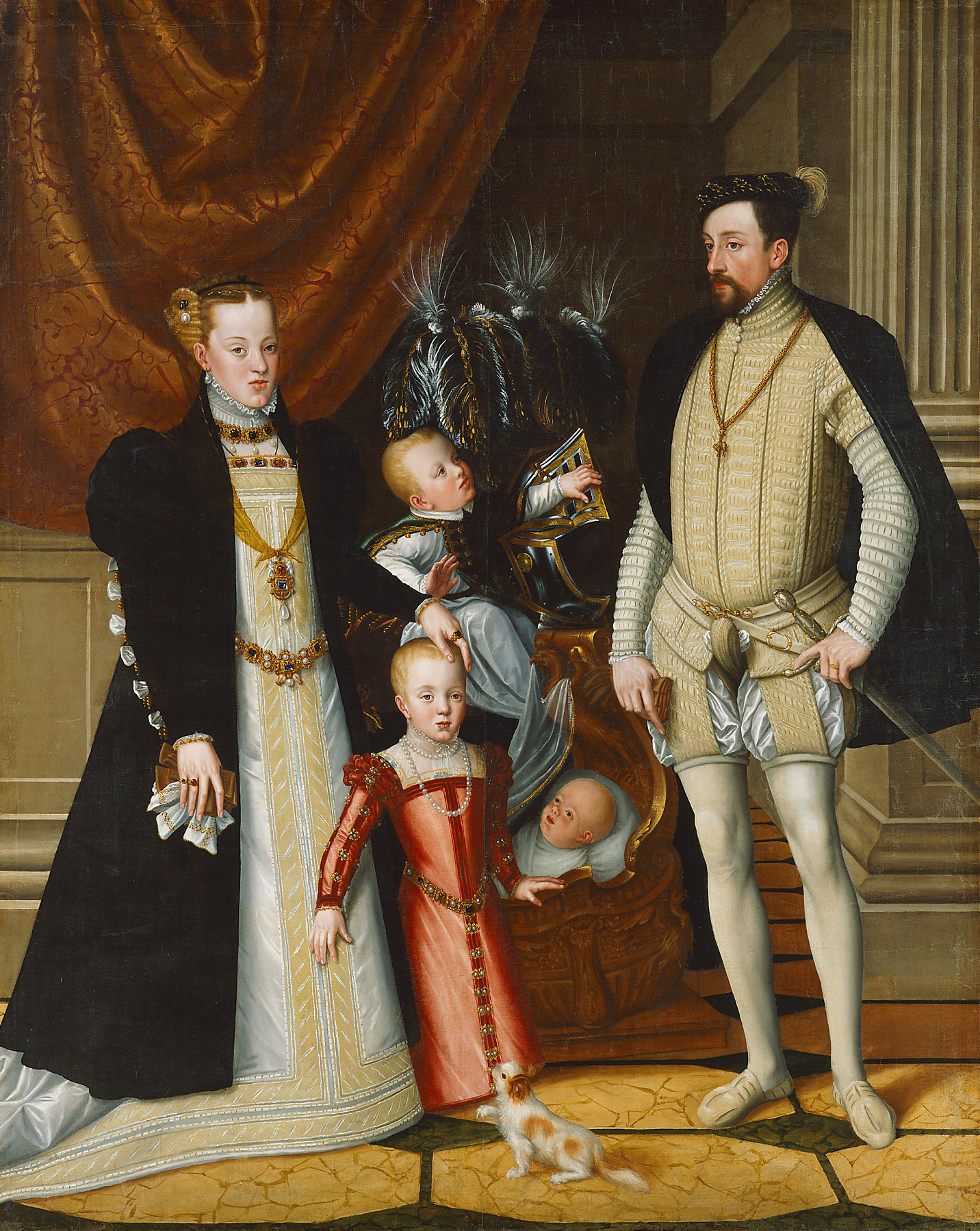
Максиміліан II, імператор Священної Римської імперії, одружився зі своєю двоюрідною сестрою Марією Іспанською.

У деяких культурах шлюби та сексуальні стосунки між двоюрідними братами та сестрами вважаються інцестом, але в більшості країн світу допускаються. В даний час 24 штати США забороняють шлюби між двоюрідними братами і сестрами, а ще сім дозволяють їх лише за особливих обставин. У Сполученому Королівстві дозволено як шлюб, так і статеві стосунки між двоюрідними братами.
У деяких незахідних суспільствах шлюби між близькими біологічними родичами становлять від 20  –  60% усіх шлюбів.
Шлюби між двоюрідними братами та сестрами є рідкістю в Західній Європі, Північній Америці та Океанії, на них припадає менше 1% шлюбів, але досягають 9% у Південній Америці, Східній Азії та Південній Європі та близько 50% у регіонах Близького Сходу, Північної Африки та Південної Азії. Такі спільноти, як Дхонд і Бхіттані в Пакистані, явно віддають перевагу шлюбам між двоюрідними братами і сестрами через переконання, що вони забезпечують чистоту лінії походження, забезпечують близьке знання подружжя та гарантують, що спадщина не перейде до рук «чужих». Серед яномамі бразильської Амазонії, серед багатьох інших племінних суспільств, визначених антропологами, надають перевагу двоюрідним шлюбам.
В Азії існують культури, які стигматизують двоюрідні шлюби, в деяких випадках навіть шлюби між троюрідними братами або двоюрідними людьми або більш віддаленими родичами. Особливо це стосується культури Кореї. У Південній Кореї до 1997 року двом людям з однаковим прізвищем і кланом було заборонено одружуватися. У світлі того, що цей закон вважається неконституційним, Південна Корея тепер забороняє лише троюрідних братів і сестер (Стаття 809 Цивільного кодексу Кореї). Культура хмонг забороняє одружуватися будь-кому з таким же прізвищем  це призведе до того, що їх уникатиме вся спільнота, і їх зазвичай позбавлять прізвища.
В огляді 48 досліджень дітей, які мають двоюрідних батьків, рівень вроджених вад був вдвічі вищий, ніж у неспоріднених пар: 4% для двоюрідних пар проти 2% для загального населення.

#### Родичі через шлюб
У деяких культурах інцест забороняється на родичів по шлюбу. Ці відносини називаються спорідненістю, а не кровною спорідненістю. Наприклад, питання законності та моральності вдівця, який бажав одружитися на сестрі своєї померлої дружини, було предметом тривалих і запеклих дебатів у Сполученому Королівстві в ХІХ столітті, за участю, зокрема, Метью Боултона і Чарльза Ла Троба. Шлюби були укладені відповідно в Шотландії та Швейцарії, де вони були законними.
У середньовічній Європі бути хрещеним батьком дитини також створювало зв’язок спорідненості. У 1215 році Четвертий Латеранський собор видав відносно інцесту указ про «четвертий ступень споріднення». Згідно з ним, заборонявся шлюб між близькими родичами (у межах четвертого ступеня), винятком були ті пари, які отримували згоду самого Папи Римського. Більше того, до інцесту зараховували відносини між так званими «духовними родичами»: хрещеним батьком / матір'ю і його / її хрещеницею (ком), а також між самими хрещеними. Шлюб між такими «родичами» також вважався кровозмісним. У середньовічному творі Джованні Боккаччо «Декамерон» можна знайти два приклади подібних інтимних стосунків: Рінальдо займається сексом з хрещеною матір'ю своєї дитини, а Тінгоціо — з матір'ю свого хрещеника.
Але в інших суспільствах ідеальною людиною для одруження вважався рідний брат померлого подружжя. Єврейська Біблія забороняє чоловікові одружуватися з вдовою свого брата, за винятком того, що, якщо його брат помре бездітним, чоловік повинен одружитися з вдовою свого брата, щоб «виростити йому насіння». У деяких суспільствах давно практикується сороральна полігінія, форма полігамії, при якій чоловік одружується з кількома дружинами, які є сестрами одна одній (хоча й не пов’язані з ним).
За ісламським правом, шлюб між близькими кровними родичами, такими як батьки, вітчими, батьки зятя, брати і сестри, зведені брати і сестри, діти братів і сестер, тітки та дядьки, заборонений, тоді як двоюрідні або троюрідні брати можуть одружуватися. Допускається також одруження з вдовою брата чи сестрою померлої або розлученої дружини.

## Інбридинг

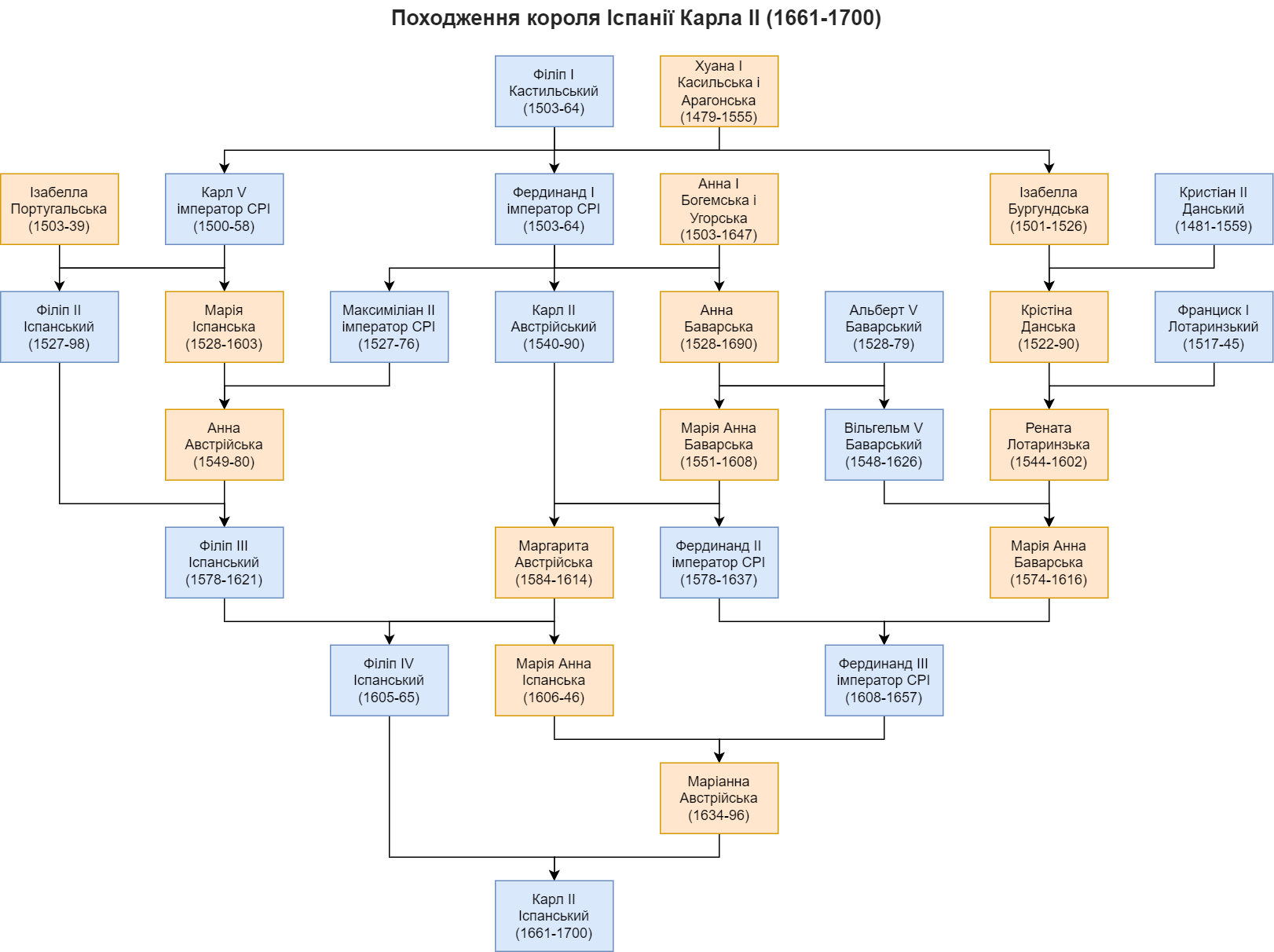
Родовід Карла II, короля Іспанії. Показує численні близькоспоріднені шлюби. Карл був одружений двічі, але не мав життєздатних спадкоємців

Нащадки біологічно споріднених батьків піддаються можливому впливу інбридингу. Таке потомство має вищу ймовірність вроджених дефектів (див. Коефіцієнт спорідненості), оскільки це збільшує частку зигот, які є гомозиготними за шкідливими рецесивними алелями, які викликають такі розлади (див. Ендогамна депресія). Оскільки більшість таких алелів рідко зустрічаються в популяціях, малоймовірно, що два неспоріднених шлюбних партнера обидва будуть гетерозиготними носіями. Однак, оскільки близькі родичі мають велику частку своїх алелей, ймовірність того, що будь-який такий рідкісний шкідливий алель, присутній у спільного предка, буде успадкований від обох споріднених батьків, різко зростає щодо неінбредних пар. Всупереч поширеній думці, інбридинг сам по собі не змінює частоти алелів, а радше збільшує відносну частку гомозигот до гетерозигот. Це має два протилежні ефекти:
- У короткостроковій перспективі, оскільки інцестуальне розмноження збільшує зиготність, шкідливі рецесивні алелі проявлятимуться частіше, що призведе до збільшення кількості спонтанних абортів зигот, перинатальних смертей і постнатального потомства з вродженими дефектами.
- У довгостроковій перспективі, однак, через цей підвищений вплив шкідливих рецесивних алелей на природний відбір, їх частота зменшується швидше в інбредній популяції, що призводить до «здоровішої» популяції (з меншою кількістю шкідливих рецесивних алелів).

Чим ближче спорідненість між двома особами, тим вище зиготність, а отже, тим серйозніші біологічні витрати інбридингу. Цей факт, ймовірно, пояснює, чому інбридинг між близькими родичами, наприклад братами і сестрами, менш поширений, ніж інбридинг між двоюрідними братами.
Окрім рецесивних захворювань, можуть бути й інші шкідливі наслідки. Таким чином, подібні імунні системи можуть бути більш вразливими до інфекційних захворювань (див. Основний комплекс гістосумісності та статевий відбір).
Дослідження 1994 року показало, що середня надлишкова смертність від інбридингу серед двоюрідних братів і сестер становить 4,4%. Дослідження 2008 року також виявило зменшення тривалості життя серед нащадків перших двоюрідних братів, але жодної різниці між тривалістю життя після двоюрідного рівня. Діти від шлюбу «батько  –  дитина» або  –  брат-сестра  –  брат» піддаються підвищеному ризику порівняно з двоюрідним братом. Дослідження показують, що 20–36% цих дітей помруть або отримають значну інвалідність через інбридинг. Дослідження 29 нащадків, отриманих в результаті кровозмішення між братом  –  сестрою або батьком  –  дочкою, показало, що 20 мали вроджені аномалії, у тому числі чотири, які безпосередньо пов’язані з аутосомно-рецесивними алелями.

## Законодавство

Правомірність інцесту.

Закони щодо сексуальних відносин між близькими родичами значно відрізняються в різних юрисдикціях і залежать від типу сексуальних відносин і характеру сімейних стосунків залучених сторін, а також від віку та статі сторін. Закони про заборону інцесту можуть поширюватися на обмеження шлюбних прав, які також відрізняються в різних юрисдикціях. Більшість юрисдикцій забороняють шлюби між батьками і дітьми та братами і сестрами, в той час як інші також забороняють шлюби між двоюрідними братами і сестрами, а також між дядьками, племінниками і тітками. У більшості країн інцест є незаконним, незалежно від віку партнерів. В інших країнах інцестні стосунки між дорослими людьми за взаємною згодою (вік яких варіюється залежно від місцевості) дозволені, зокрема в Нідерландах, Франції, Словенії та Іспанії. Швеція — єдина країна, яка дозволяє шлюби між зведеними братами та сестрами, але перед одруженням вони повинні звернутися за консультацією до уряду.
Хоча законність інцесту за згодою залежить від країни, сексуальне насильство, вчинене проти родича, вважається дуже серйозним злочином. У деяких правових системах факт того, що злочинець є близьким родичем жертви, є обтяжуючою обставиною у випадку сексуальних злочинів, таких як зґвалтування та сексуальні дії з неповнолітньою. – це стосується Румунії.

## Релігійно-філософські погляди

### Юдеї
За Торою, за Левитом 18, «дітям Ізраїля» — Ізраїльтянам, як чоловікам, так і жінкам заборонені сексуальні стосунки між людьми, які є «близькими родичами» (вірш 6), які визначаються як:
- Діти та їхні матері (вірш 7);
- Брати і сестри, зведені брати і сестри (вірші 9 і 11). Відносини між ними особливо виділяються для прокляття у Второзаконні, і вони є лише двома видами кровозмішних відносин, які належать до особливо виділених відносин  з іншими особливо виділеними стосунками, які стосуються неінцестуальної сімейної зради (пор. вірш 20) і зоофілії (пор. вірш 21);
- Дідусі та внуки (вірш 10);
- Тітки та племінники, дядьки та племінниці тощо (вірші 12–14).[161] Стосунки між ними є другим типом стосунків, які особливо виділяються для прокляття у Второзаконні, і чіткі приклади свекрухи та свекрухи (вірш 23) служать для того, щоб нагадати ізраїльтянам, що батьки- зяті також (або, принаймні, також повинні бути) тітками та дядьками зятя:[162]

І наказав Мойсей Ізраїлевим синам за Господнім словом, говорячи: «Правильно говорить плем'я Йосипових синів. Ось що наказав Господь про Зелофеадових дочок, говорячи: Нехай вони виходять заміж, за кого хочуть: Нехай виходять заміж, за кого хочуть, тільки за родину з племени батька свого нехай виходять заміж. І не буде переходити спадщина Ізраїлевих синів від племени до племени, бо Ізраїлеві сини пристануть кожен до спадщини племени своїх батьків. А кожна дочка, що має спадщину в будь-якому племені Ізраїлевих синів, буде за дружину одному з родини племени свого батька, щоб Ізраїлеві сини володіли кожен спадщиною своїх батьків. І не перейде спадщина від одного племени до другого племени, бо племена Ізраїлевих синів пристануть кожне до своєї спадщини». Як Господь наказав був Мойсеєві, так зробили дочки Зелофеади. Бо Мала, і Тірца, і Хогла, і Мілка, і Ноа, Зелофеадові дочки, були видані заміж за синів братів свого батька.
Інцестуозні стосунки разом з іншими забороненими зв’язками, згаданими в Левіт 18, вважаються настільки жорстокими серед чіллулім ХаШем, дії, які приносять ганьбу імені Бога, що караються смертю, як зазначено в Левіт 20.
У IV столітті до нашої ери соферіми (книжники) оголосили, що існують стосунки, в яких шлюб є інцестом, на додаток до тих, що згадуються в Торі. Ці додаткові відносини називалися секундантами (іврит: sheniyyot), і включали дружин діда та онука чоловіка. Класичні рабини забороняли шлюб між чоловіком і будь-якою із його секунданток, виходячи з того, що це діятиме як запобіжник проти порушення біблійних правил інцесту, хоча існували безрезультатні дебати щодо того, якими саме мають бути обмеження для визначення секундантки.
Шлюби, заборонені Торою (за винятком шлюбів між дядьком  –  племінницею), рабини середньовіччя вважали недійсними – ніби їх і не було. Будь-які діти, народжені такою парою, за єврейським законом вважалися бастардами, а родичі подружжя не вважалися родичами, забороненими для подальшого шлюбу. З іншого боку, відносини, які були заборонені через те, що кваліфікувалися як секундантські тощо, вважалися злими, але все ще дійсними; хоча на таку пару, можливо, тиснули, щоб розлучитися, будь-які діти від союзу все одно вважалися законними.

### Християни
Новий Завіт засуджує стосунки між чоловіком «і дружиною батька його» (1 Коринтян 5:1-5). Буквоїдам Біблії неминуче доведеться визнати, що перші діти Адама і Єви мали б перебувати в інцестних стосунках, як ми це сприймаємо сьогодні. Однак, за Біблією, Божий закон, що забороняє інцест, на той час ще не був даний людям, а був переданий Мойсею після створення Адама і Єви. Християни-протестанти, які приймають Старий Заповіт як частину свого віровчення і практики, розрізняють обрядовий закон і моральний закон, даний Мойсею, причому вимоги обрядового закону були виконані спокутною смертю Христа. Протестанти розглядають Левит 18:6-20 як частину морального закону, який все ще застосовується, таким чином засуджуючи сексуальні/шлюбні стосунки між чоловіком і його матір'ю, сестрою, зведеною сестрою, мачухою (якщо чоловік має більше однієї дружини, то синові забороняється мати стосунки або одружуватися з будь-якою з дружин батька), тіткою, онукою або дружиною свого брата. Левіт 18 також засуджує стосунки між чоловіком і дочкою жінки, з якою він має стосунки, і сестрою жінки, з якою він мав сексуальні стосунки, поки перша сестра ще жива.
Книга спільних молитов Англіканської спільноти дозволяє одружуватися до двоюрідних братів і сестер включно.
Католицька церква вважає інцест гріхом проти Таїнства Подружжя. Для Католицької Церкви в основі аморальності кровозмішення лежить розбещеність і розлад належних сімейних стосунків. Ці невпорядковані стосунки набувають особливо тяжкого та аморального характеру, коли стають сексуальним насильством над дітьми.

Як каже Катехизм Католицької Церкви:
2388 Кровозмішення означає інтимні стосунки між родичами або родичами в тій мірі, яка забороняє шлюб між ними. Св. Павло клеймить цю особливо тяжку провину: «Насправді кажуть, що між вами панує розпуста... бо чоловік живе з жінкою батька свого... В ім'я Господа Ісуса... ви повинні передати цю людину сатані на знищення плоті...» Інцест псує сімейні стосунки і знаменує регресію до тваринності. 2389 З інцестом пов’язане будь-яке сексуальне насильство, вчинене дорослими над дітьми чи підлітками, довіреними їм. Злочин ускладнюється скандальною шкодою, заподіяною фізичній і моральній цілісності молодих людей, які залишатимуться шрамами від цього все життя; та порушення відповідальності за їх виховання.

### Мусульмани
Коран дає спеціальні правила щодо інцесту, які забороняють чоловікові одружуватися або вступати в сексуальні стосунки з:
- дружиною його батька (його матір'ю, або мачухою, його свекрухою, жінки, від якої він годувався, навіть данькою цієї жінки);
- сестрою (тіткою) будь-кого з батьків;
- його сестрою, його зведеною сестрою, жінкою, яка годувалася грудьми від тієї ж жінки, що й він, його невісткою (сестрою дружини), доки вона була одружена. Наполовину стосунки так само священні, як і повні стосунки;
- його племінницею (дитиною брата або сестри);
- його дочкою, його падчеркою (якщо був укладений шлюб з її матір'ю), його невісткою.

Двоюрідний шлюб знаходить підтримку в ісламських писаннях і широко поширений на Близькому Сході.
Хоча іслам дозволяє двоюрідний шлюб, існують хадиси, приписувані Мухаммеду, які закликають віддалятися від шлюбу родичів. Однак мусульманські вчені загалом вважають ці хадиси недостовірними.

### Зороастрійці
У Стародавній Персії інцест між двоюрідними братами і сестрами є благословенною чеснотою, хоча в деяких джерелах вважається, що інцест пов’язаний із інцестом між батьком  –  дитиною або братом  –  сестрою. За зороастризму королівські особи, духовенство та простолюдини практикували кровозмішення, хоча масштаби в останньому класі були невідомі. Ця традиція називалася гведодаг (авест. Xᵛaētuuadaθa, трансліт. Xvaetvadatha). Традиція вважалася настільки священною, що тілесні рідини, які виробляла інцестуальна пара, вважали цілющою силою. Наприклад, Вендідад радив трупоносцям очищатися сумішшю сечі подружньої інцестуальної пари. Фрідріх Ніцше у своїй книзі «Народження трагедії» цитував, що серед зороастрійців мудрий священник народжується лише від Гваетвадатги.
Якою мірою Гваетвадатга практикувався в Сасанідському Ірані та раніше  особливо за межами королівських і шляхетських родин («династичне кровозмішення») і, можливо, духовенства  і чи можна припустити, що практики, приписані їм, характерні для населення в цілому, неясно. Не вистачає генеалогії та матеріалів перепису щодо частоти Гваетвадатги. Проте докази з Дура-Європос, у поєднанні з єврейськими та християнськими джерелами, які цитують реальні випадки під час сасанідів, посилюють докази зороастрійських текстів. У постсасанідській зороастрійській літературі Гваетвадатга, як кажуть, стосується шлюбів між двоюрідними братами та сестрами, які завжди були відносно поширеними. Було помічено, що такі інцестні акти отримали велике прославлення як релігійну практику і, окрім того, що їх засуджували іноземці (хоча достовірність цих звинувачень сумнівна, оскільки звинувачення в інцесті були звичайним способом очорнення інших груп), їхні власні прихильники вважали великим викликом, оскільки чотири спалювання вважалися рідкісним досягненням, гідним вічного спасіння. Було припущено, що через те, що інцестуальні стосунки були великим особистим викликом, який, здавалося, був огидним навіть для зороастрійців того часу, він служив чесним сигналом прихильності та відданості релігійним ідеалам.

### Індуїсти
Ріґведа вважає інцест «злом». Індуїзм говорить про інцест з огидою. Індуїсти вірять, що інцест має як кармічні, так і практичні негативні наслідки, тому практикують суворі правила як ендогамії, так і екзогамії щодо генеалогічного дерева (готра) або кровної лінії (правара). Шлюб в рамках готри (шлюб сваготри) за правилом екзогамії в традиційній шлюбній системі заборонений. Люди в межах готри вважаються родичами, і одруження з такою людиною буде розглядатися як інцест. Шлюб із двоюрідними братами та сестрами (форма двоюрідних стосунків) суворо заборонений. Традиційні індуїстські закони про шлюб передбачають, що між чоловіком і жінкою, які збираються одружитися, не повинно бути спільного предка (готра) між нареченим і нареченою протягом 6 поколінь з боку батька нареченого і нареченої, і до 4 поколінь з боку матері нареченого і нареченої. Деякі ортодоксальні індуси можуть розширити це обмеження до 8 поколінь з боку батька та 6 поколінь з боку матері (як для нареченого, так і для нареченого).
Хоча зазвичай шлюби між особами, які мають однакову готру, сприймаються несхвально, визначення цього може відрізнятися залежно від регіону. Залежно від культури та касти населення в регіоні, шлюб може бути обмежений до семи поколінь готри батька, матері та бабусі. У кількох сільських місцевостях шлюби в межах однієї місцевої громади заборонені.

### Стоїки
Засновник стоїцизму Зенон із Кітіона, як і пізніший видатний філософ-стоїк Хрисіпп, в праці «Республіка» заявляв, що кровозмішення дозволено. Однак Зенон виступає за інцест лише за виняткових обставин, наприклад, продовження роду з хворою матір’ю, щоб народити «славетних» дітей, таким чином втішаючи її. В іншому випадку інцест засуджується як такий, що суперечить природі. Далі Зенон засуджує інцест з моральної та психологічної точки зору, вважаючи його ознакою тиранічної душі Платона, визначеної як душа, якою керує безмежне бажання. Як трагічний приклад він використовує Едіпа. Проте, пізніші учні-стоїки в І столітті до нашої ери применшили підтримку інцесту, звинувативши Зенона в тому, що коли він писав «Республіка», був «молодим і легковажним».

## Тварини

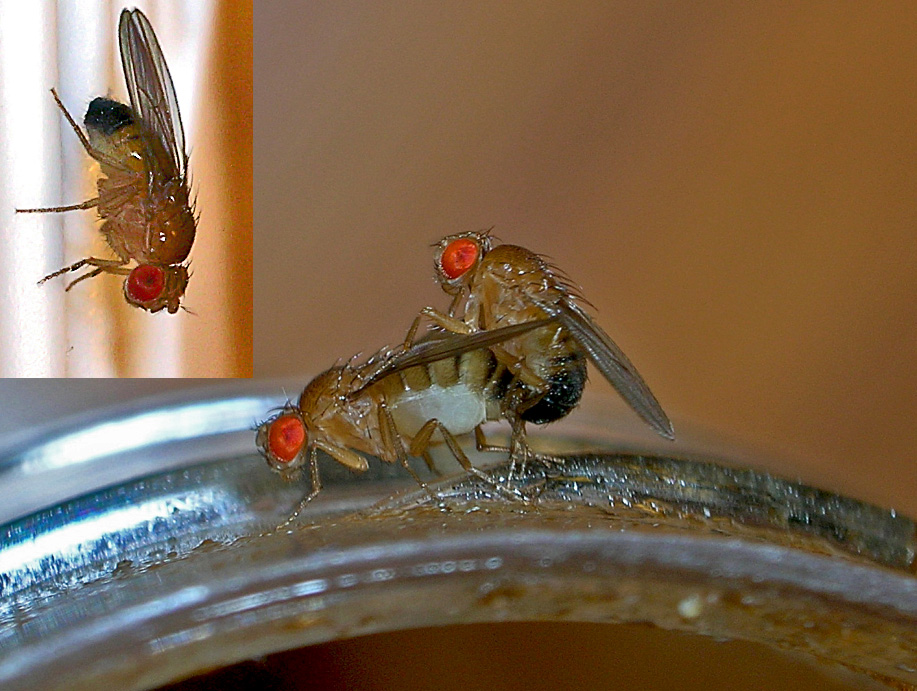
Самки звичайної плодової мушки воліють спаровуватися з власними братами, ніж з неспорідненими самцями.

Уникнення інбридингу рідко зустрічається у тварин. Університет штату Північна Кароліна виявив, що постільні клопи, на відміну від більшості інших комах, терплять інцест і досить добре здатні генетично протистояти наслідкам інбридингу.
Багато видів ссавців, включаючи найближчих родичів приматів людства, як правило, уникають спаровування з близькими родичами, особливо якщо є альтернативні партнери. Однак деякі шимпанзе намагалися спаровуватися зі своїми матерями. Було зафіксовано, що самці щурів спаровуються зі своїми сестрами, але вони, як правило, віддають перевагу неспорідненим самкам, ніж своїм сестрам.
Щоб усунути небажані характеристики в популяції, тваринники часто практикують контрольоване розведення, що поєднується з вибракуванням потомства, яке вважається непридатним, особливо коли намагаються створити нову та бажану ознаку в поголів’ї.